# Basse-Californie (État)
Pour les articles homonymes, voir Basse-Californie et Californie (homonymie).

La Basse-Californie en 1824.

La Basse-Californie (prononcé en espagnol : /ˈbaxa kaliˈfoɾnja/), officiellement l'État libre et souverain de Basse-Californie (Estado Libre y Soberano de Baja California /esˈtado ˈliβɾe i soβeˈɾano de ˈbaxa kaliˈfoɾnja/), est l'État du Mexique situé le plus au nord. La majeure partie de son territoire comprend la moitié de la péninsule de Basse-Californie au nord du 28e parallèle Nord. Cette région constitue la presqu'île du Nord-Ouest du Mexique, située entre le golfe de Californie et l'océan Pacifique. Longue de plus de 1 000 km, et d'une largeur variant entre 50 et 250 km, elle est constituée de chaînes montagneuses qui s'élèvent dans le nord à plus de 3 000 m d'altitude. Entourée par l'État de Sonora à l'est et la Basse-Californie du Sud au sud, elle est également frontalière des États de l'Arizona et de Californie aux États-Unis.
L'État de Basse-Californie couvre une superficie de 71 576 km2 et compte environ 3 315 766 habitants (2015). Plus de 75 % de la population vit dans les villes situées autour de la capitale de l'État, Mexicali et de Tijuana.
L'État de Basse-Californie a mérité, grâce à sa biodiversité, son surnom décerné par le commandant Cousteau de « Galápagos de l'hémisphère Nord ».

## Géographie

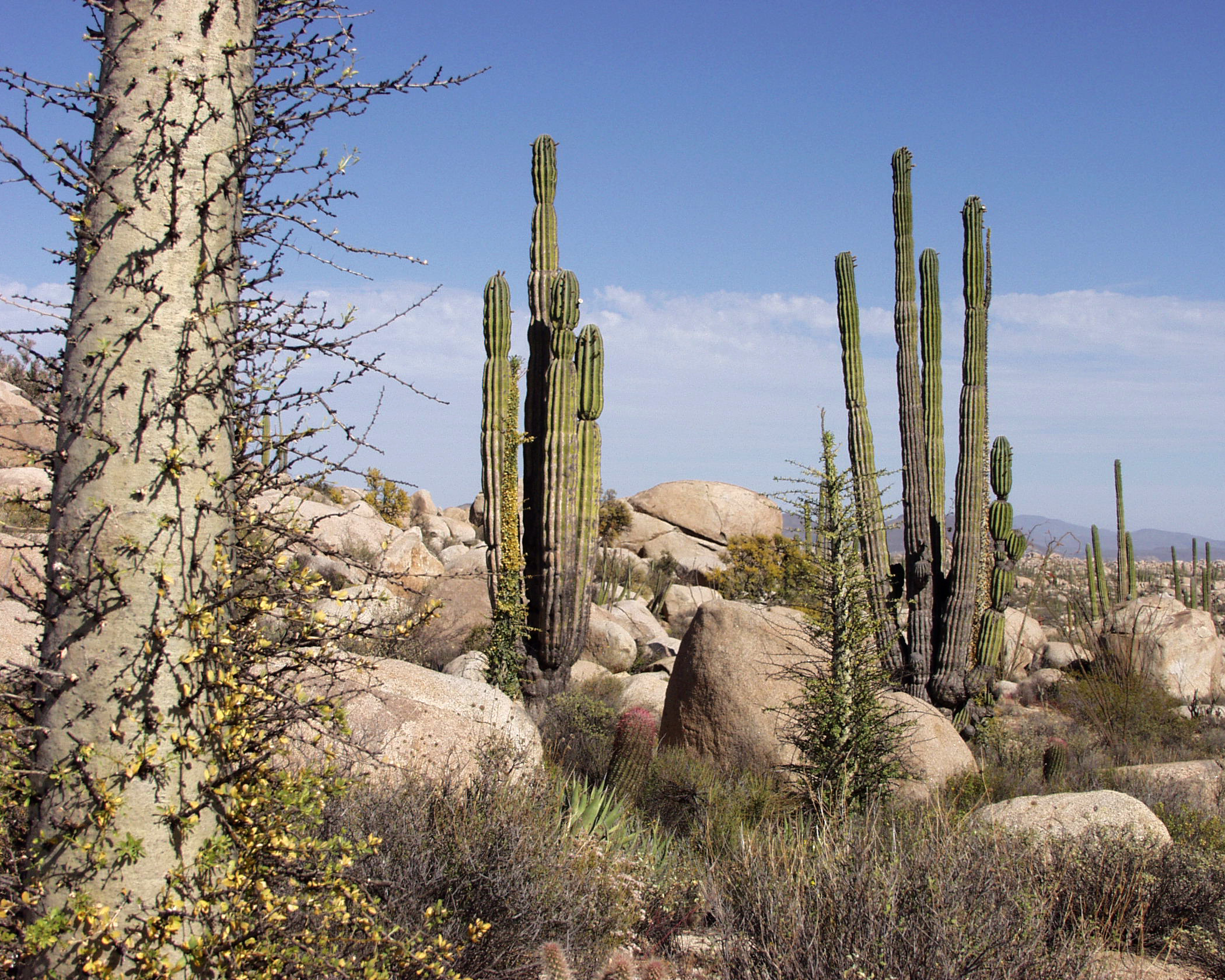
Valle de los cirios dans le désert de Basse-Californie, dans la région de Cataviña située au sud d'Ensenada.

La Basse-Californie est une longue et étroite péninsule séparée du Mexique continental par le golfe de Californie. Une chaîne de pics déchiquetés, dont certains sont volcaniques, traverse la péninsule sur toute sa longueur parsemée d'énormes coulées de lave. Le climat est dans l'ensemble tropical et désertique, mais c'est la moitié sud du pays qui est la plus aride. Il n'y a pratiquement aucun cours d'eau en surface, et peu de sources susceptibles de créer des oasis. En été, les températures peuvent dépasser 43 °C. La végétation est en grande partie constituée de rares broussailles xérophiles et, en certains endroits de la péninsule, poussent de gigantesques et nombreux cactus. La végétation de l'État mexicain de Basse-Californie est tributaire du relief et du climat ; les zones montagneuses abritent surtout des pins, des chênes verts, des peupliers et des palmiers alors que les zones désertiques et arides abritent des arbustes, plus particulièrement des mezquites, des ocotillos, ainsi que des cactus de formes et de tailles variées.
L'étroite presqu'île de Basse-Californie, entre le golfe de Californie et l'océan Pacifique, est la région du Mexique la plus reculée. Le relief montagneux (3096 m, au Picacho del Diablo) et le climat aride ne favorisent guère la végétation, en dehors du maquis de chênes verts ou chaparral en espagnol. Chaparral désigne spécifiquement la forêt claire d'arbres et arbustes à feuilles persistantes poussant dans le sud-ouest des États-Unis et en Basse-Californie. Les arbrisseaux de ce maquis sont des feuillus à feuilles dures qui couvrent un sol pauvre à cause de la sécheresse du climat.

### Hydrologie
- Río Nuevo

### Flore et faune

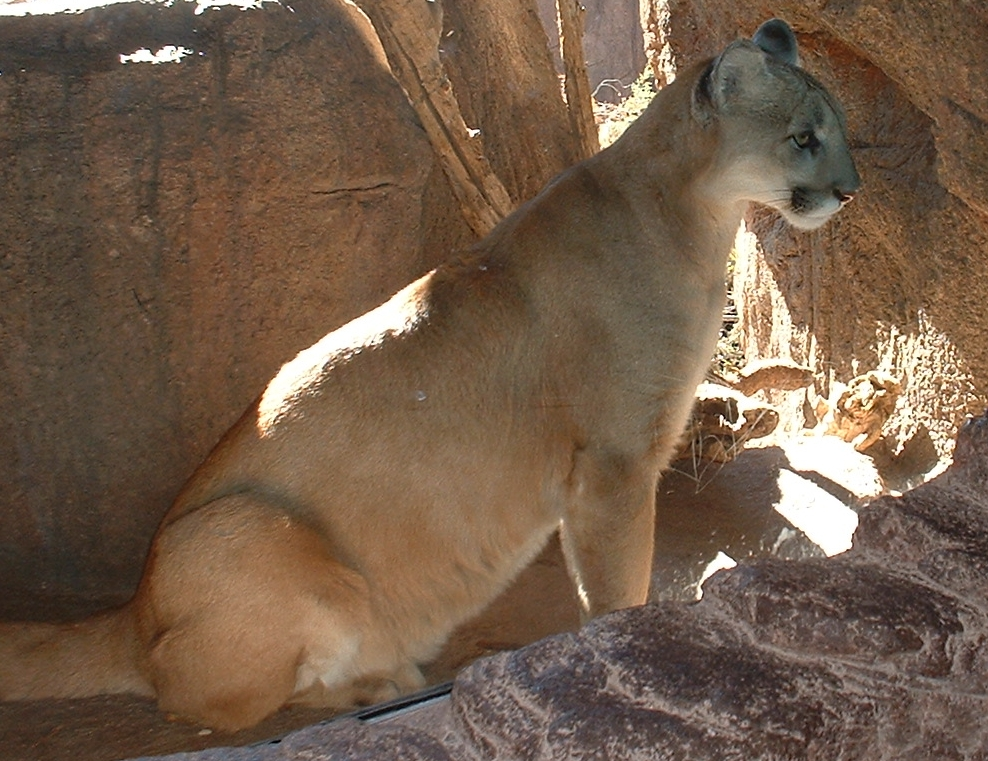
Puma
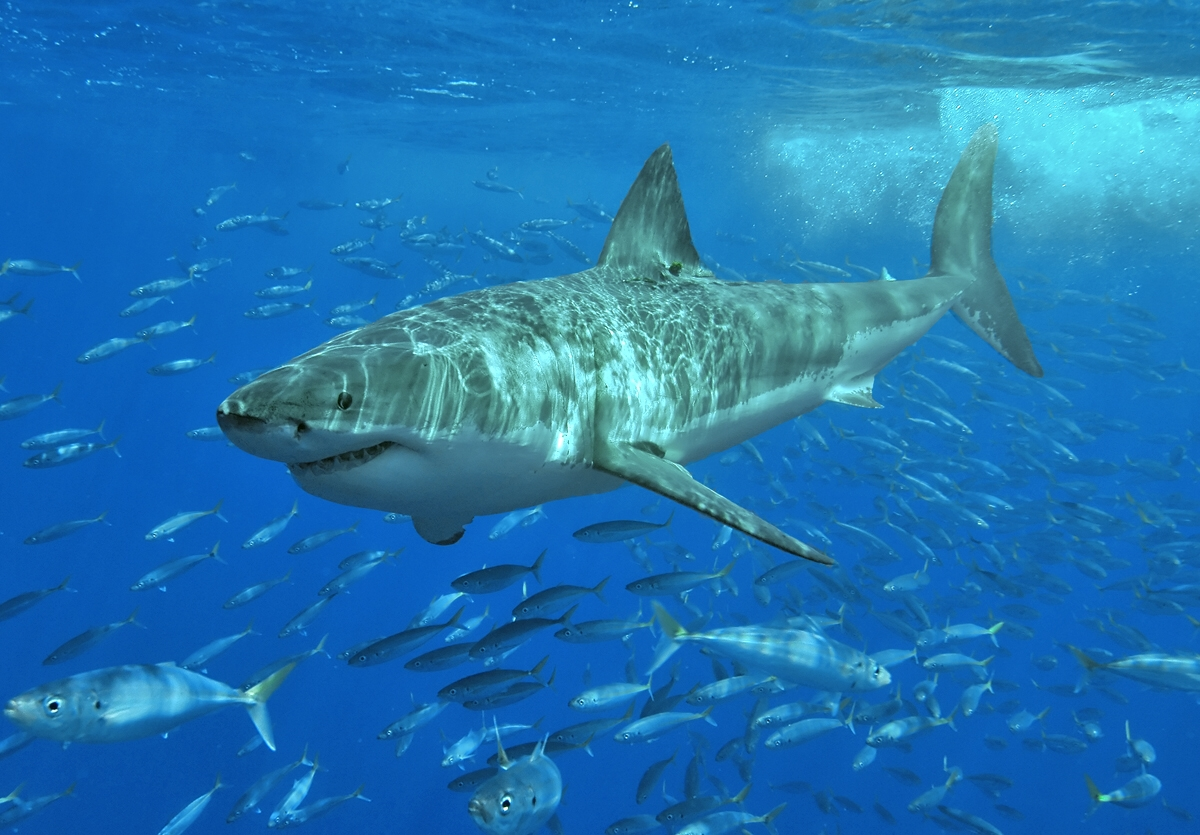
Grand requin blanc
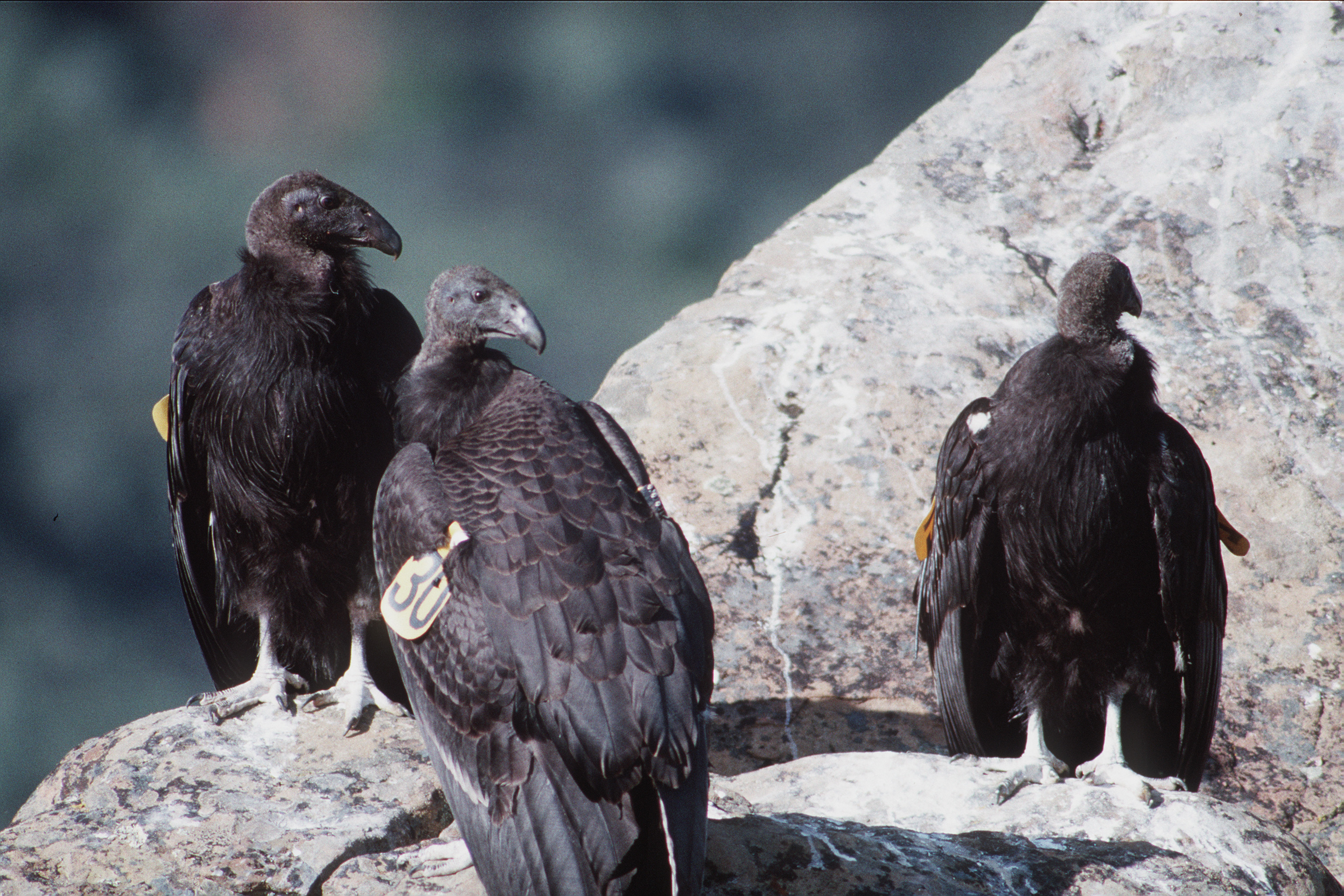
Condor de Californie
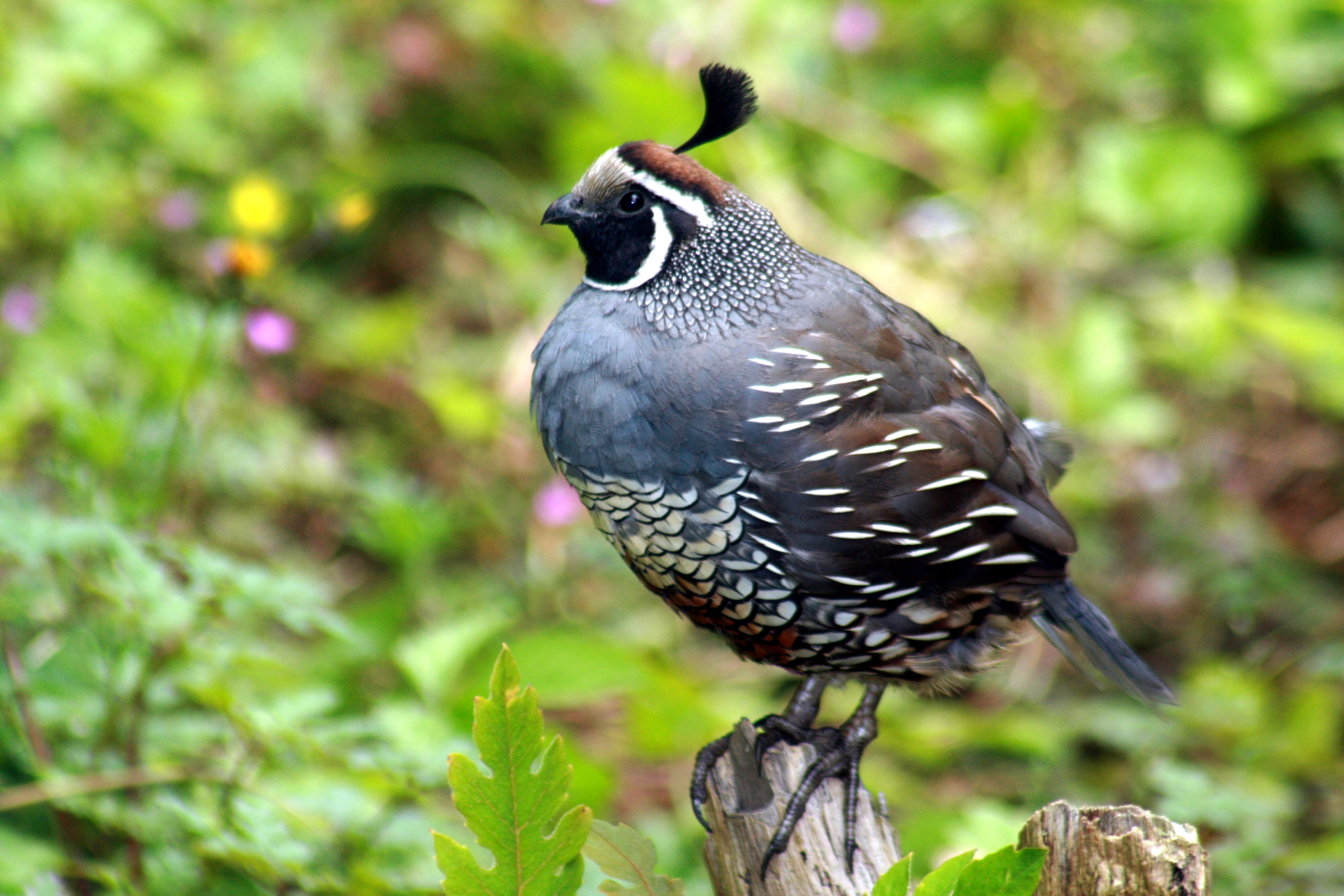
Colin de Californie
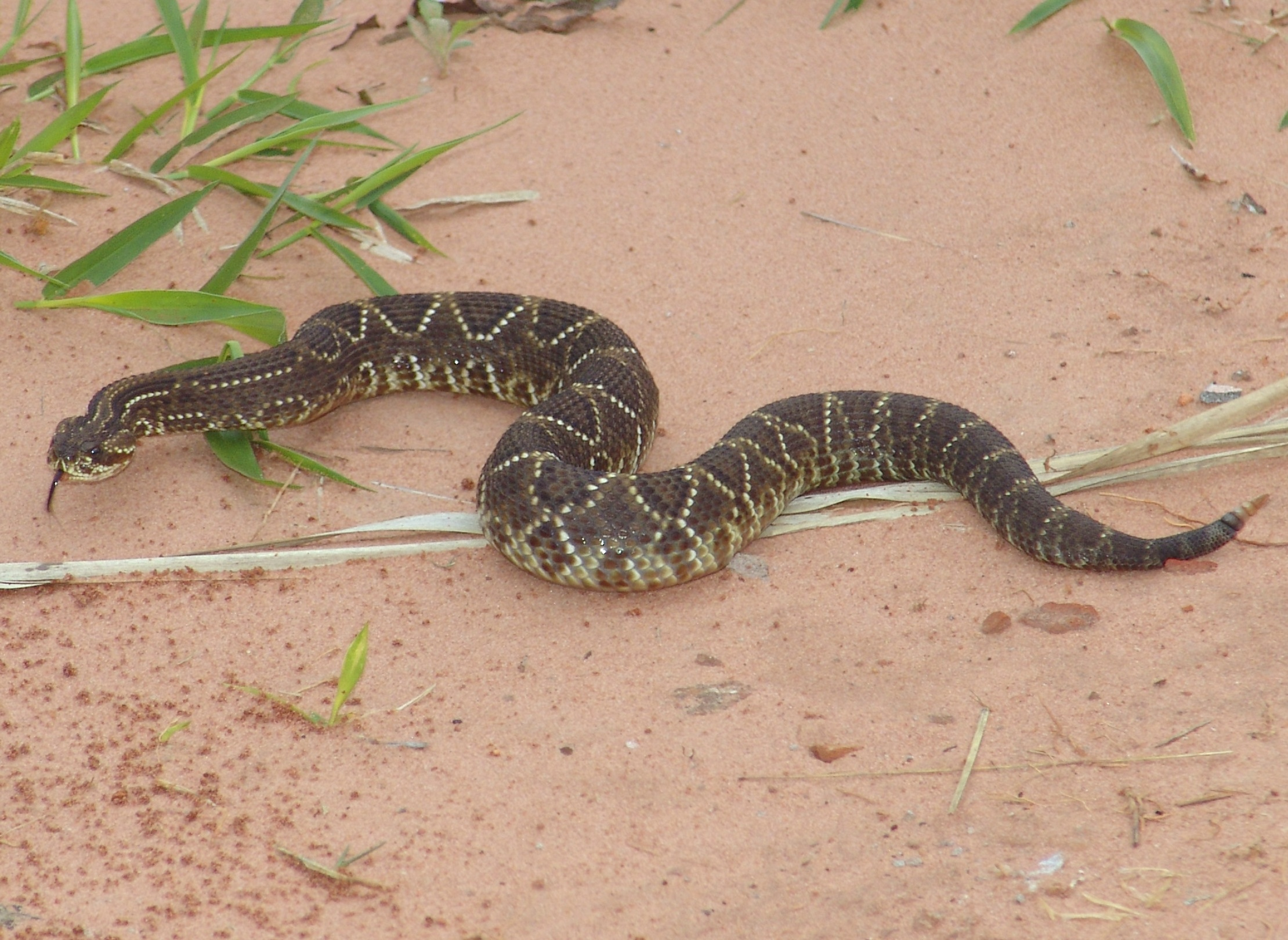
Crotale cascabelle
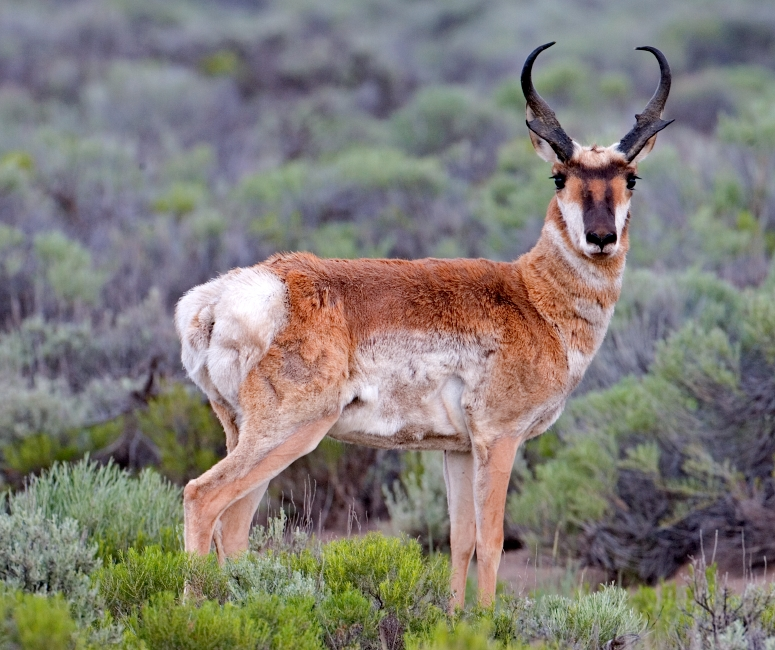
Antilocapra americana
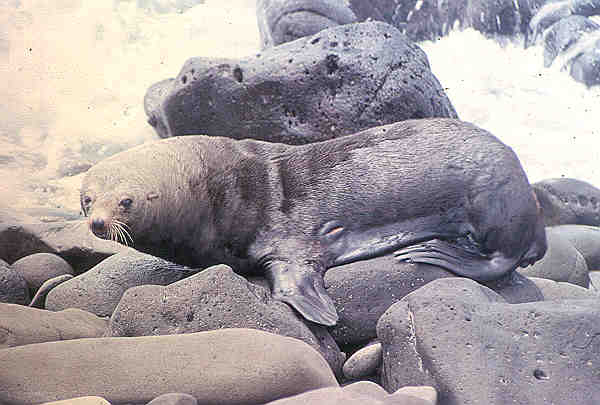
Otarie de l'île Guadalupe
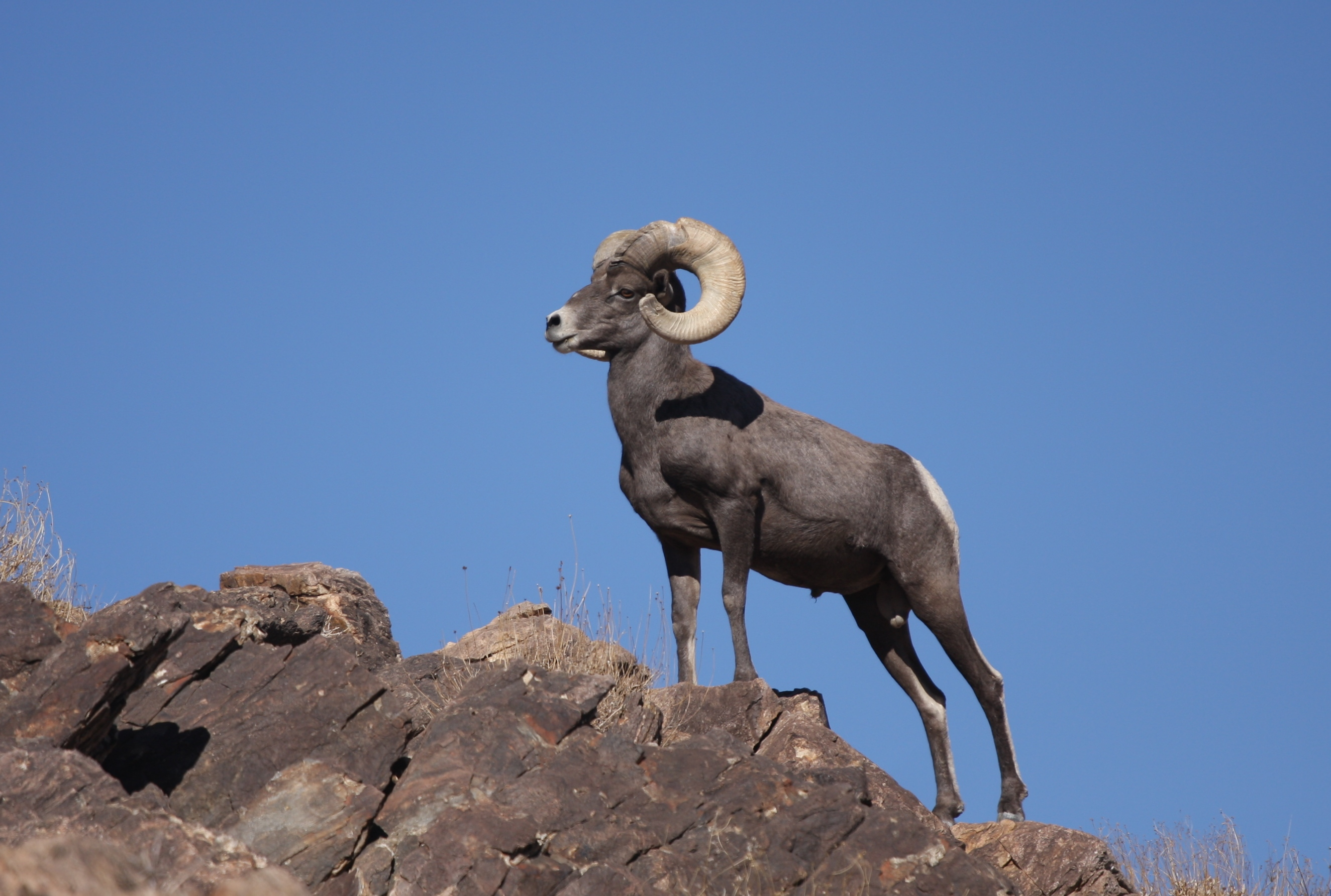
Mouflon canadien
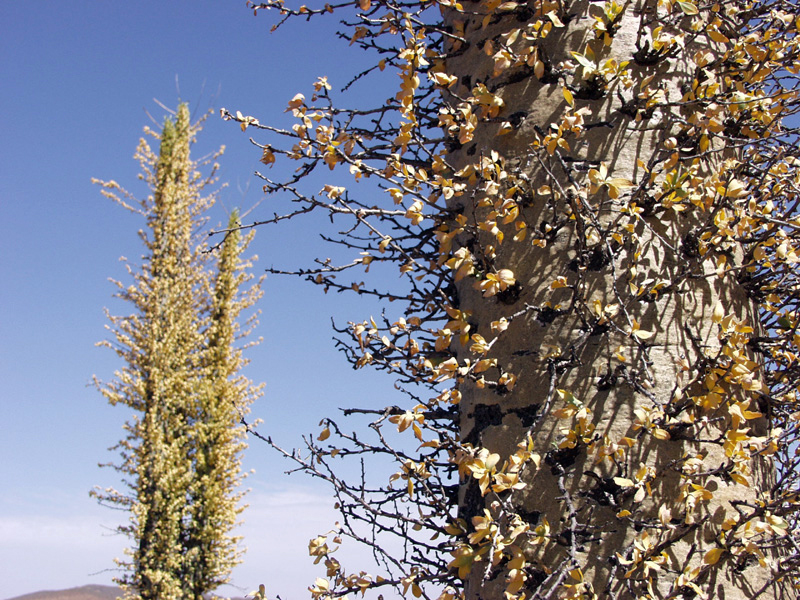
Fouquieria columnaris
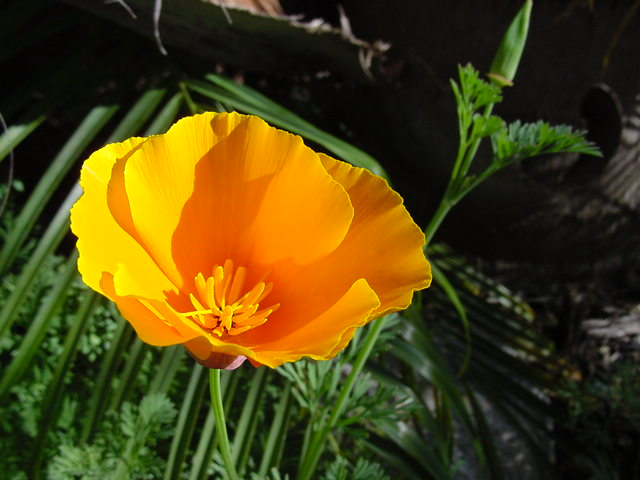
Pavot de Californie
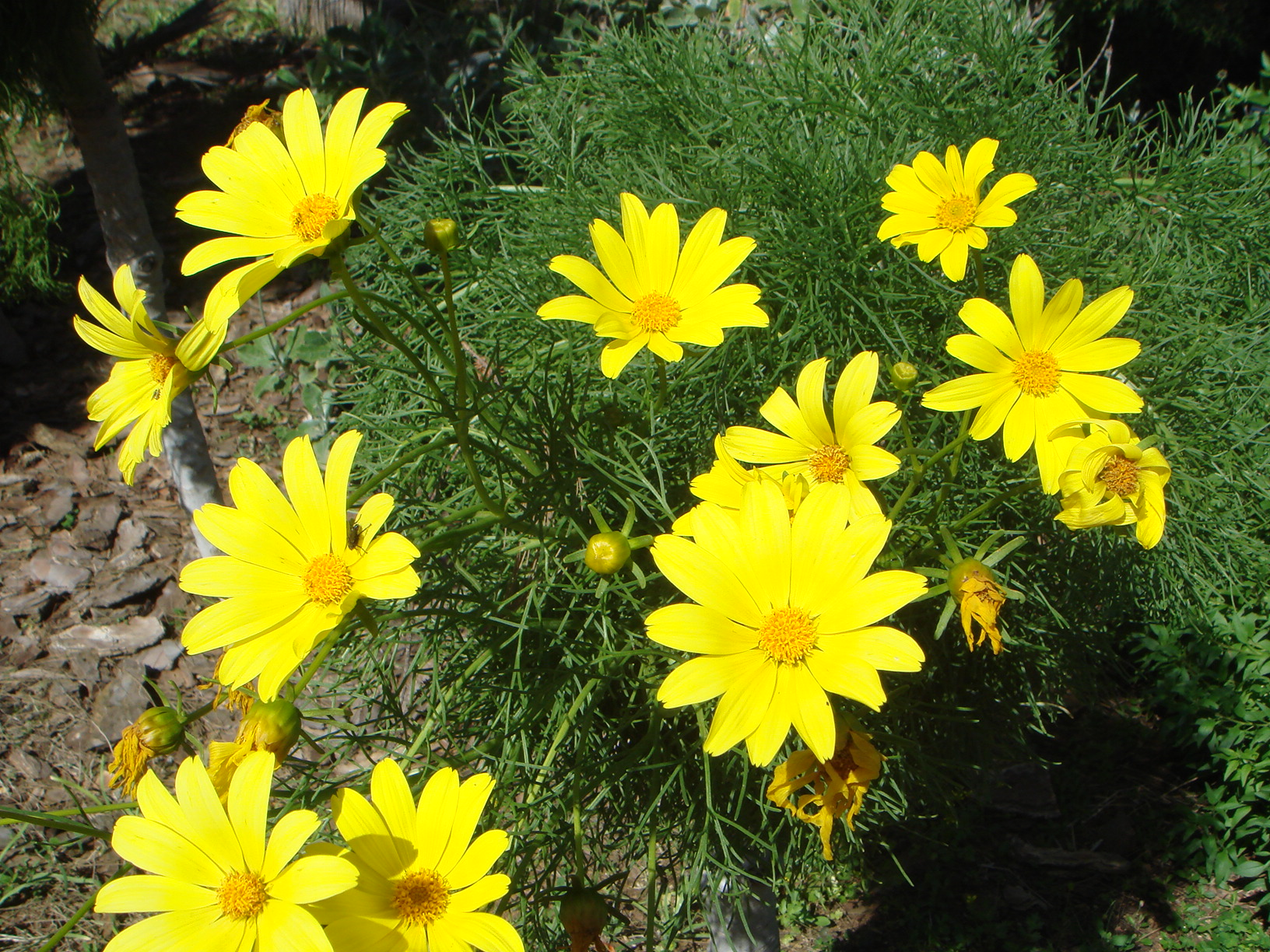
Coreopsis gigantea
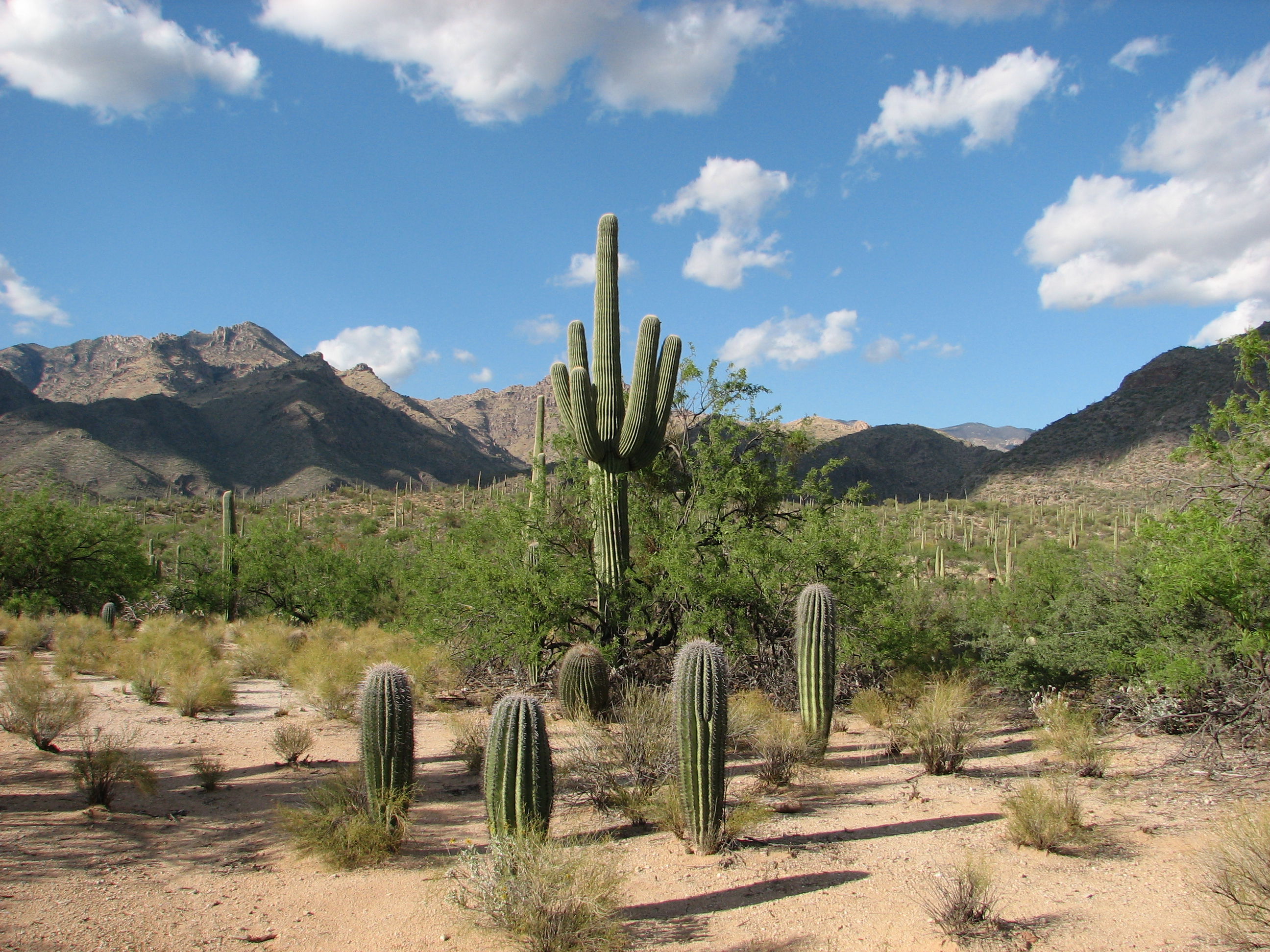
Saguaro
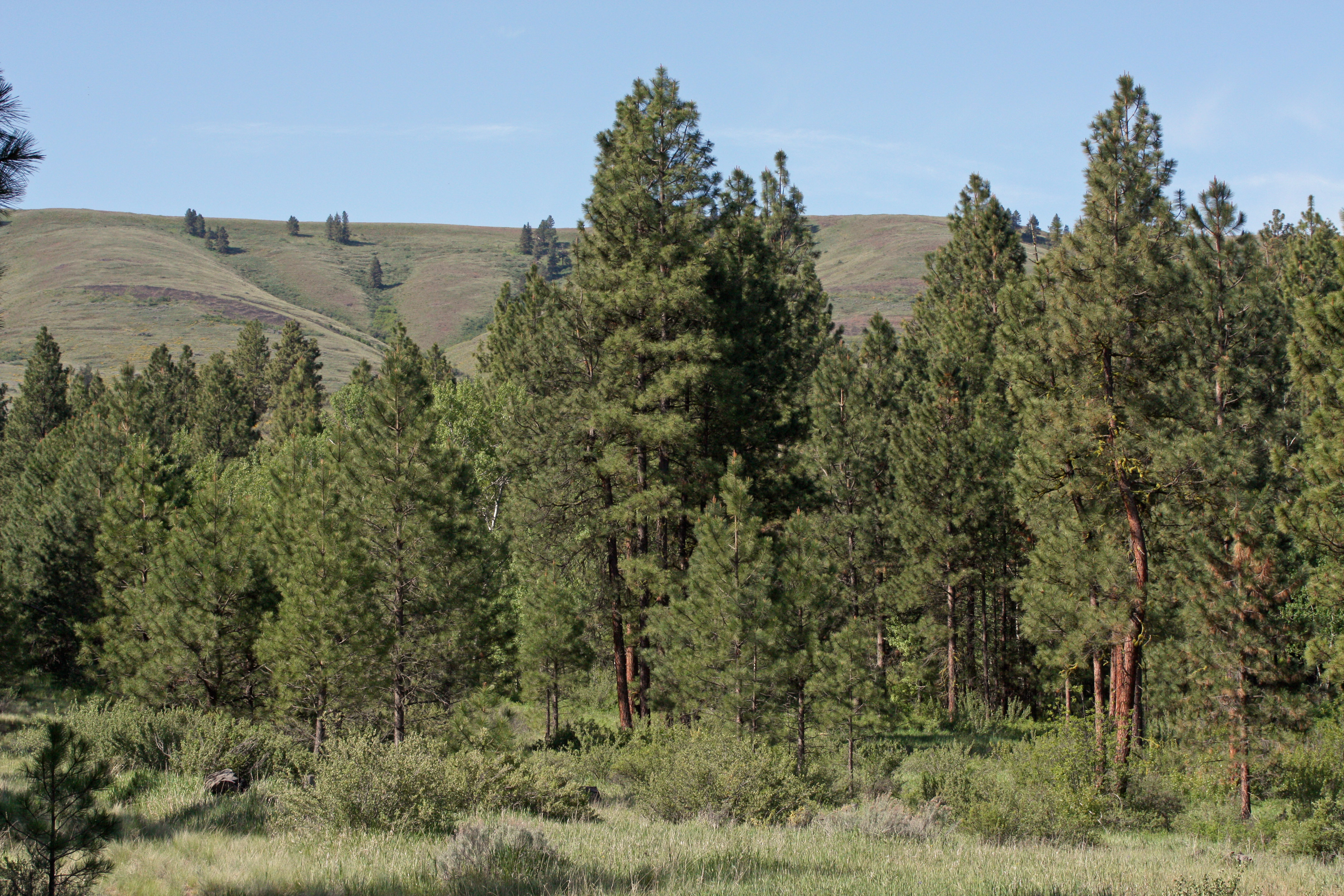
Pin ponderosa

### Municipalités
L'État de Basse-Californie est divisé en sept municipalités libres.
| code | Municipalité       | Siège de la municipalité | Population (2020) | Superficie (km2) |
| ---- | ------------------ | ------------------------ | ----------------- | ---------------- |
| 001  | Ensenada           | Ensenada                 | 466 814           | 8 790,47         |
| 002  | Mexicali           | Mexicali                 | 1 049 792         | 13 700           |
| 003  | Tecate             | Tecate                   | 108 440           | 3 079            |
| 004  | Tijuana            | Tijuana                  | 1 922 523         | 1 239,49         |
| 005  | Playas de Rosarito | Rosarito                 | 90 866            | 513,32           |
| 006  | San Quintín        | San Quintín              | 117 588           | 19 598,47        |
| 007  | San Felipe         | San Felipe               |                   | 10 880           |

## Histoire
L’arrivée des premiers habitants dans la péninsule date de 11 000 ans. À cette époque, plusieurs groupes indigènes vivaient dans la région. Dans le nord, des groupes appartenant à la famille linguistique Yuman, à savoir les tribus ; Kiliwa, Paipai, Kumeyaay, Cocopa, et Quechan ; leurs adaptations à la région restaient variées. Les Kiliwa, les Paipai, et les Kumeyaay, vivaient au nord-ouest, ils vivaient de la chasse et de la cueillette, mais dans les régions avec une population plus dense, les gens vivaient dans un mode de vie sédentaire. Les Cocopa et les Quechan au nord-est, pratiquaient l'agriculture, et principalement dans les plaines inondables du cours inférieur du fleuve Colorado. Au centre, les Cochimí vivaient dans les plaines désertiques ; ils vivaient principalement de chasse et de cueillettes, ils se déplaçaient fréquemment, mais le même groupe ethnique, au large de la côte ouest avait aussi développé une économie fortement maritime.
Les premiers européens atteignent la région en 1539.
L’explorateur Francisco de Ulloa effectua la reconnaissance de la côte orientale du golfe de Californie et explora la côte ouest de la péninsule. En 1539, son expédition, constituée de trois vaisseaux, partit d'Acapulco, le but était d’explorer la Côte pacifique, et en espérant trouver le mythique détroit d'Anián, qui était lui, supposé mener au golfe du Saint-Laurent. Ulloa atteint le fond du golfe le 12 septembre 1539. Incapable de trouver le détroit d'Anián, Ulloa mit le cap au sud et fit voile le long de la côte orientale. Ulloa tourna autour de l'extrémité de la Péninsule et navigua vers le nord, dans l'océan Pacifique. Les mers tempétueuses contraignent Ulloa à retourner vers la Nouvelle-Espagne. Il avait atteint le 28e parallèle, proche de l'île de Cedros. Bien que ses découvertes aient accrédité l'idée que la pointe de Californie soit une péninsule, ses récits furent utilisés pour créer des cartes qui décrivent la Californie comme une île.[réf. nécessaire]
Eusebio Francesco Chini, un jésuite italien fonde plusieurs postes missionnaires dans la région, dont celui de Lorette en 1697. Entre 1751 et 1753, le missionnaire jésuite croate Ferdinand Konščak explore par voie terrestre, le nord dans l'État. D’autres missions jésuites établirent une mission à Santa Gertrudis en 1752, à San Borja en 1762, et à Santa María en 1767.
En 1768, après l'expulsion des jésuites par le roi Charles III, les prêtres dominicains prennent la relève. Ils organisent des missions parmi les Indiens Cochimí au nord et chez les Yumans à l’ouest. Ils créent des missions à El Rosario en 1774 et à Descanso en 1817.
En 1804, la colonie espagnole de Californie est divisée en deux régions, et la ligne de séparation se situe entre les missions franciscaines dans le Nord et les missions dominicaines dans le Sud.
En 1824, le Mexique devient indépendant la péninsule est transformée en Territoire de la Basse-Californie.
En 1848, la Haute-Californie est annexée par les États-Unis.
En 1853, le Territoire de la Basse-Californie fait sécession et devient pendant quelques mois une République de Basse-Californie qui finit par réintégrer le giron mexicain.
En 1952, le Territoire du Nord de la Basse-Californie devient le 29e État du Mexique, mais la partie sud, en dessous de 28e parallèle demeure un territoire administré par l’administration fédérale.
En 1974, le territoire du Sud de la Basse-Californie devient le 31e État du Mexique. En 1989, Ernesto Ruffo Appel devient le premier gouverneur non-PRI de Basse-Californie.

### Origine du nom
À l’origine, on désignait sous le nom de « Californie » un territoire bien plus vaste que l’État actuel, puisqu’il était composé de la totalité de la péninsule mexicaine aujourd’hui connue sous le nom de Baja California, et des terres qui se trouvent aujourd’hui dans les États de Californie, du Nevada, de l’Arizona, de l’Utah et du Wyoming (Haute-Californie).
Certains pensent que le nom « California » est un dérivé du nom du paradis mythique de Calafia, évoqué dans l’ouvrage de Garci Rodríguez de Montalvo, Las sergas de Esplandián (1510), la suite du roman Amadis de Gaule[6]. Elle est présentée dans le livre comme une terre difficile à atteindre où l'or abonde, habitée par des Amazones vivant dans des cavernes, et d’étranges animaux.
En 1921, le géographe Lucien Gallois émet l'hypothèse que l'origine du nom cité dans le roman pourrait venir de la Chanson de Roland, qui cite l'île mythique de « Califerne »[7].
D’autres suggèrent que l’étymologie du nom California aurait un rapport plus étroit avec les premiers colons espagnols qui, lorsqu’ils y arrivèrent par les régions du Sud, trouvèrent dans la contrée des sources liées à la tectonique locale « chaudes comme un four » (cali = chaud, fornia = four) ou encore comme des « fourneaux chauds » (caliente fornalia en espagnol).
Une autre origine du nom pourrait être calida fornax, « climat chaud », en latin. Le golfe de Californie apparaît sur des cartes datant des années 1560.

## Politique et administration
La Basse-Californie, en tant que l'une des 32 entités fédérées du pays, est autonome en termes de régime intérieur qui, selon sa constitution locale et en phase avec la constitution fédérale, est républicain, représentatif, démocratique, laïc et populaire.

### Représentation fédérale
L'État est représenté au Congrès de l'Union par trois sénateurs et treize députés fédéraux.

### Gouvernement local
Le gouverneur est le chef de l'exécutif. Il est élu au suffrage universel pour un mandat de six ans et n'est pas rééligible.
Le Congrès de Basse-Californie exerce le pouvoir législatif. Il est formé de vingt-cinq députés élus pour un mandat de trois ans.